# Patrice Djamboleka
Patrice Djamboleka Lona Okitongono, né le 21 février 1946 à Bukavu dans la province de Sud-kivu, est un économiste congolais (RDC) et ancien gouverneur de la Banque centrale du Zaïre (BCZ) actuellement Banque centrale du Congo (BCC)
,,

## Biographie
Djamboleka Lona Okitongono Patrice est né le 21 février 1946 à Bukavu dans la province du Sud-kivu. Il est originaire du Sankuru dans la province du Kassai-Oriental, en 1968 il obtient son diplôme d'État en littéraire, en juillet 1972 qu'il a décroché son diplôme de licence en sciences économiques à l'université de Louvain aujourd'hui l'université de Kinshasa Unikin.

## Parcours
A la même année d'obtention de son diplôme de licence, il a été engagé Inspecteur des Finances, attaché au Cabinet du Commissaire d’Etat aux Finances de septembre 1972 à septembre 1974, après Conseiller de 1974 à 1977 et puis Conseiller Principal de 1977 à 1981, il était secrétaire d’Etat aux Finances de 1981 à 1983, il fut Président-Délégué Général de l’Office de Gestion de la Dette Publique (OGEDEP) de 1983 à 1985. Le 12 avril 1985 qu'il fait partie du gouvernement comme Commissaire d’Etat aux Finances Et il a été nommé 1994 Gouverneur de la Banque Centrale du 16 janvier 1995 au 17 mai 1997, il a remplacé monsieur Godefroid Ndiang Kabul et remplacé par monsieur Jean-Claude Masangu Mulongo.